# Trite
Genre
Trite est un genre d'araignées aranéomorphes de la famille des Salticidae.

## Distribution
Les espèces de ce genre se rencontrent en Océanie.

## Liste des espèces
Selon World Spider Catalog (version 18.0, 27/06/2017) :
- Trite albopilosa (Keyserling, 1883)
- Trite auricoma (Urquhart, 1886)
- Trite caledoniensis Patoleta, 2014
- Trite concinna Rainbow, 1920
- Trite gracilipalpis Berland, 1929
- Trite grayi Richardson, 2016
- Trite guilberti Patoleta, 2014
- Trite herbigrada (Urquhart, 1889)
- Trite ignipilosa Berland, 1924
- Trite lineata Simon, 1885
- Trite longipalpis Marples, 1955
- Trite mustilina (Powell, 1873)
- Trite ornata Rainbow, 1915
- Trite parvula (Bryant, 1935)
- Trite pennata Simon, 1885
- Trite planiceps Simon, 1899
- Trite pollardi Patoleta & Żabka, 2017
- Trite ponapensis Berry, Beatty & Prószyński, 1997
- Trite rapaensis Berland, 1942
- Trite simoni Patoleta, 2014
- Trite urvillei (Dalmas, 1917)

## Publication originale
- Simon, 1885 : Matériaux pour servir à la faune arachnologique de la Nouvelle Calédonie. Annales de la Société Entomologique de Belgique, vol. 29, (C.R.), p. 87-92 (texte intégral).